# Səkinə Əliyeva
Səkinə Əliyeva (Transkription Sakina Aliyeva, aserbaidschanisch Səkinə Abbas qızı Əliyeva; * 15. April 1925 in Naxçıvan, Autonome Sozialistische Sowjetrepublik Naxçıvan, AsSSR; † 2010 in Baku, Aserbaidschan) war eine aserbaidschanisch-sowjetische Staatsfrau und Politikerin. Sie war Bildungsministerin der Autonomen Sozialistischen Sowjetrepublik Naxçıvan, Sekretärin des Regionalkomitees Naxçıvan der Kommunistischen Partei Aserbaidschans und Vorsitzende des Präsidiums des Obersten Sowjets der Autonomen Sozialistischen Sowjetrepublik Naxçıvan.
Es gelang ihr, eine Krisensitzung über die Abspaltung der Autonomen Sozialistischen Sowjetrepublik Naxçıvan von der UdSSR einzuberufen und zu unterzeichnen.

## Leben
Səkinə Əliyeva wurde am 15. April 1925 in der Stadt Naxçıvan in einer Arbeiterfamilie geboren.
Sie starb 2010 im Alter von 85 Jahren in Baku. Einige Monate nach ihrem Tod wurde ein Film über ihr Leben Очень любим вас (Wir lieben dich sehr) vom Produzenten Böyükağa Məmmədov des Filmstudios Salnamə veröffentlicht. Im Jahr 2015 wurde Əliyeva zu ihrem 90. Geburtstag mit einer Veranstaltung im Tabriz Hotel in Naxçıvan geehrt.

## Studium
Im Jahr 1945 absolvierte Əliyeva das Lehrerinstitut in Naxçıvan. Von 1951 bis 1958 studierte sie an der Philosophischen Fakultät der Staatlichen Universität Aserbaidschan. Nach Abschluss ihrer Ausbildung arbeitete Əliyeva eine Zeit lang als Lehrerin im Dorf Qahab in der Region Babək.

## Karriere
Səkinə Əliyeva trat im Jahr 1945 in die Kommunistische Partei ein. Von 1945 bis 1951 arbeitete sie im Komitee für Statistik, wo sie das sowjetische System studierte. Im Jahr 1951 wurde sie befördert und arbeitete von 1951 bis 1958 in der Propagandaabteilung des Regionalen Parteikomitees Naxçıvan, zunächst als Ausbilderin, dann als Direktorin und schließlich als Leiterin einer Gruppe von Dozenten.
Əliyeva arbeitete in den Jahren 1958–1961 als Bildungsministerin der Autonomen Sozialistischen Sowjetrepublik Naxçıvan. Sie stieg im Jahr 1961 zur Sekretärin des Regionalkomitees Naxçıvan der Kommunistischen Partei Aserbaidschans auf und blieb in dieser Position bis zum Jahr 1963.
Ab 1958 war sie wiederholt Abgeordnete des Obersten Sowjets der Autonomen Sozialistischen Sowjetrepublik Naxçıvan, von 1963 bis März 1990 Vorsitzende des Präsidiums des Obersten Sowjets der Autonomen Sozialistischen Sowjetrepublik Naxçıvan und stellvertretende Vorsitzende des Präsidiums des Obersten Sowjets der Aserbaidschanischen SSR.
Əliyeva war bekannt dafür, dass sie sich für die Verbesserung des Status der Frauen und die Einbeziehung von mehr Frauen in die aserbaidschanische Politik einsetzte, aber sie widmete sich auch den sozioökonomischen Problemen Naxçıvans. Während ihrer Amtszeit als Sekretärin des Regionalkomitees Naxçıvan der Kommunistischen Partei Aserbaidschans setzte sie spezielle Staatsprogramme zur Verbesserung des Wohlstandes der Bevölkerung in der autonomen Republik Naxçıvan um.
Mit der Durchsetzung der Glasnost-Politik des sowjetischen Generalsekretärs Michail Gorbatschow im Jahr 1986 flammten die seit Jahrzehnten schwelenden ethnischen Spannungen zwischen der aserbaidschanischen und der armenischen Bevölkerung wieder auf, als die Karabach-Separatisten eine Gelegenheit sahen, die Region neu zu ordnen. Mit einer Reihe von ethnisch motivierten Angriffen und Demonstrationen wollten die Separatisten die armenische Zuständigkeit für die Berg-Karabach zurückgewinnen, die innerhalb der Grenzen Aserbaidschans lag. In Aserbaidschan entstand eine ähnliche Organisation, die Volksfront, die für die aserbaidschanische Souveränität agitierte. Die anfängliche sowjetische Reaktion bestand darin, die aserbaidschanische Zuständigkeit zu unterstützen, da sie dem Staat gegenüber loyaler erschien. Mit der Auflösung der Sowjetunion kamen die Behörden zu der Überzeugung, dass die Unterstützung Armeniens in dem Konflikt längerfristige Einflussbereiche fördern würde. Durch die Ausrufung des Ausnahmezustands rückten sowjetische Truppen am 20. Januar 1990 in Baku ein, mit der Absicht, die Unabhängigkeitsbewegung vom Sturz der sowjetischen aserbaidschanischen Regierung abzuhalten. Sowjetische Truppen unterdrückten gewaltsam die aserbaidschanische Unabhängigkeitsbewegung am 20. Januar 1990, auch bekannt als Schwarzer Januar, der über hundert Zivilisten das Leben kostete.
Am 19. Januar 1990 berief Əliyeva als Vorsitzende des Präsidiums der Autonomen SSR Naxçıvan eine Sondersitzung des Obersten Sowjets der ASSR Naxçıvan ein, um gegen die Unterstützung der UdSSR-Zentralregierung für die in Berg-Karabach begonnene Separatistenbewegung und ihre Unterstützung für Armenien zu protestieren. Nach einer Debatte über die Rechtslage, ob Naxçıvan sich nach Artikel 81 der sowjetischen Verfassung von der UdSSR abspalten könne, bereiteten die Abgeordneten eine Unabhängigkeitserklärung vor. Əliyeva unterzeichnete die erste Proklamation der Abspaltung eines Territoriums der ehemaligen UdSSR und präsentierte die Unabhängigkeitserklärung im Fernsehen.  Nach dieser Entscheidung war sie gezwungen, im März 1990 von ihrem Amt zurückzutreten. Danach hat sie sich nicht mehr politisch engagiert.

## Auszeichnung
- Orden der Oktoberrevolution
- Orden des Roten Banners der Arbeit
- Ehrendekret für Verdienste vom Präsidium des Obersten Sowjets der Autonomen Sozialistischen Sowjetrepublik Naxçıvan.[5]